# Kaulak
Antonio Cánovas del Castillo y Vallejo, más conocido por el seudónimo Kâulak (Madrid, 22 de diciembre de 1862-Madrid, 13 de septiembre de 1933), fue un conocido fotógrafo español, sobrino de Antonio Cánovas del Castillo; también desarrolló una carrera política, ejerciendo diversos cargos parlamentarios y de gobierno.  Además de fotógrafo fue crítico de arte y pintor, actividad en la que utilizó el seudónimo «Vascano». Fundador en 1904 del estudio Kâulak, desde el primer momento pasó por sus salones la alta sociedad madrileña, incluida la realeza.

## Biografía
Antonio Cánovas del Castillo Vallejo nació en Madrid el 22 de diciembre de 1862. Era hijo del político y abogado Emilio Cánovas del Castillo y sobrino del presidente del Gobierno Antonio Cánovas del Castillo, artífice de la Restauración borbónica en la persona de Alfonso XII, con una primera vocación política que abandonaría tras el asesinato de su tío en 1897. Desde 1884 fue funcionario del Ministerio de Hacienda, representó a Cieza en las Cortes (1891-1895) y ejerció de gobernador civil en Málaga (1895-1897). Intelectual polifacético, desarrolló una intensa actividad fotográfica dividida en dos partes marcadas por la creación de la galería Kâulak: una amateur entre 1890 y 1904, y otra profesional desde este año hasta su fallecimiento. Estudió Derecho en la Universidad de Madrid y recibió clases de pintura del paisajista Carlos de Haes. También tuvo formación musical, si bien no hay referencias al respecto. Fue crítico de arte, compositor, periodista y escritor. La crítica de arte en la prensa fue una de sus actividades más intensas entre 1892 y 1903, publicando cerca de un centenar de artículos en dos de los más prestigiosos diarios, La Época y La Correspondencia de España, en su mayoría relacionados con certámenes y exposiciones.

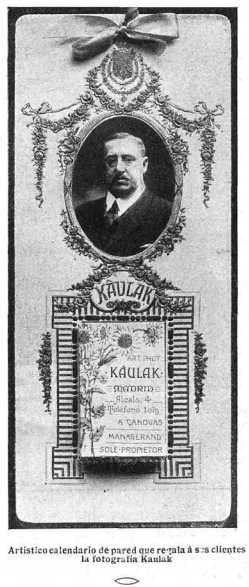
Calendario de pared de Kâulak (Mundo Gráfico, 1913)

Como fotógrafo cultivó un retrato pulcro, profesional  y «purista» al servicio de la burguesía, llegando a afirmarse que «cayó presa del academicismo temático». Ha llegado a ser denominado «el Nadar español». En 1901, colaboró con los fotógrafos de origen suizo, Oscar Hauser y Adolfo Menet, quienes habían fundado en Madrid una empresa de artes gráficas, con varias fotografías realizadas en la ciudad de Cuenca para transformarlas en postales. En junio, se puede leer lo siguiente en un artículo publicado en la revista El Coleccionista de Tarjetas Postales: «(...) a la serie de tarjetas publicadas por los señores Hauser y Menet, hay que añadir 26 nuevas, que reproducen monumentos o paisajes de varias ciudades entre ellas Cuenca. Presentan estas tarjetas la novedad de haber sido hechas sobre clichés del Sr. D. A. Cánovas, conocidas la maestría y exquisito gusto que resplandecen en los trabajos de este distinguidísimo aficionado, pueden formarse la idea del mérito de sus nuevas producciones (...)». En 1907 su revista La Fotografía publicó lo que quiso que fuera un manifiesto de defunción del impresionismo fotográfico con las palabras:

La Nena Gomita Bicromatada y Flou ha subido al Limbo a los dos años de edad. R.I.P.
La Fotografía, año 1907-1908, págs. 12, 22 y 23.

Firmó sus óleos y algunas de sus obras literarias con el seudónimo «Vascano», formado con las tres sílabas de su apellido. En mayo de 1890 presentó un cuadro sobre la Iglesia de Valdemoro (Madrid) a la Exposición Nacional de Bellas Artes, comentado en La Ilustración Española y Americana. Entre sus novelas, discretas según la prensa de la época, se encuentran Javier Malo (1884), El Mosén (1887) y Mocedades (1891) y la más tardía ¡Pobres niños ricos! (1918).

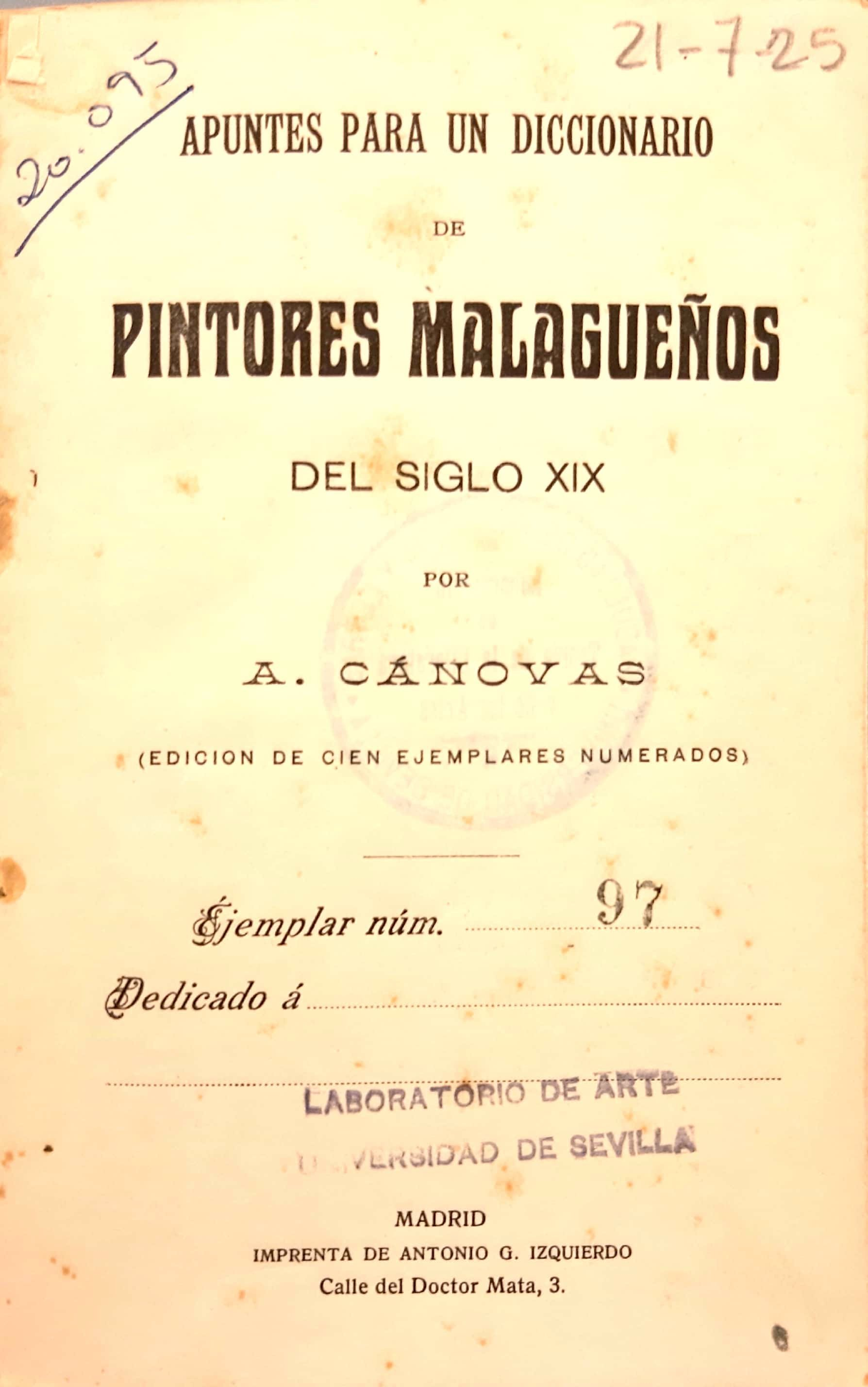
Apuntes para un diccionario de pintores malagueños del siglo XIX (1908)

Publicó además el Ensayo biográfico del célebre navegante Juan de la Cosa (1892), el diccionario de inglés De Madrid a Londres (1899) y varias obras sobre arte, entre ellas El arte, el artista y la obra (1896), Apuntes para un Diccionario de pintores malagueños del siglo XIX (1908) y Rosales, biografía del pintor (1927). En lo que se refiere a la música, faceta menos conocida, fue autor de una decena de piezas (rigodones, valses, pasodobles, polcas, etc.), la mayoría fechadas a finales del siglo XIX, destacando por su relación con la fotografía Kâulak, vals brillante para bailar (1908), que compuso para obsequiar a los clientes que se retrataban en la galería.
Su actividad fotográfica amateur fue extraordinaria, dentro de la corriente pictorialista, participando en numerosos concursos y exposiciones nacionales e internacionales entre 1899 y 1904, en los que obtuvo más de veinte galardones (París, Londres, Bruselas, Niza, San Petersburgo, Génova, Barcelona, Zaragoza y Madrid). Colaboró en la creación de la Sociedad Fotográfica de Madrid y fundó la revista La Fotografía en 1901, que dirigió hasta 1913 y en la que publicó más de trescientos artículos. Entre 1901 y 1905 editó cientos de tarjetas postales, algunas de cuyas series se comercializaron por millones, como ¡Quien supiera escribir! basada en la dolora del mismo título de Ramón de Campoamor.
En el segundo período, acotado entre 1904 y 1933 como se ha indicado, puso en marcha el estudio Kâulak en el número 4 de la calle Alcalá, uno de los más populares y prestigiosos de Madrid, en el que retrató a la familia real, la aristocracia y la burguesía. Participó en la Asamblea Nacional de 1905 y en la creación de la Sociedad General de Fotógrafos de España que surgió del evento, y en 1918 cofundó la sociedad nacional de empresarios Unión Fotográfica para la que dirigió la revista del mismo nombre. Escribió varios libros fruto de su experiencia, entre ellos La transformación de la fotografía (1906), La fotografía moderna (1912) y El retoque fotográfico (1921), organizó el archivo de su estudio con el fin de elaborar una iconografía, y publicó en las mejores revistas ilustradas: La Ilustración Española y Americana, Blanco y Negro, Mundo Gráfico, Nuevo Mundo, El Teatro o La Esfera. Sus retratos recogieron imágenes de los más importantes políticos de su época como Antonio Maura, escritores como José de Echegaray, compañeros de la Real Sociedad Fotográfica como Guirao Girada y toreros como Manuel Granero, además de la familia real.
El escritor y periodista Luis Araujo-Costa atribuyó a la fotografía de Kâulak inspiraciones en distintos pintores del siglo XVIII, declarando lo siguiente:

Sin el influjo de los pintores ingleses dieciochescos, sin el pulso suave de Watteau, sin los pasteles de Quintín La Tour, el colorido de Nattier, las carnaciones de Larguillière, el reposo de Boucher y Chardin, las ingenuidades maliciosas de Greuze y las galanterías de Fragonard, no es posible comprender el temperamento de Cánovas, ni los juegos de luces y sombras que dan a sus retratos tono y carácter.
Luis Araujo-Costa (Altabella, 1975, p. 158)

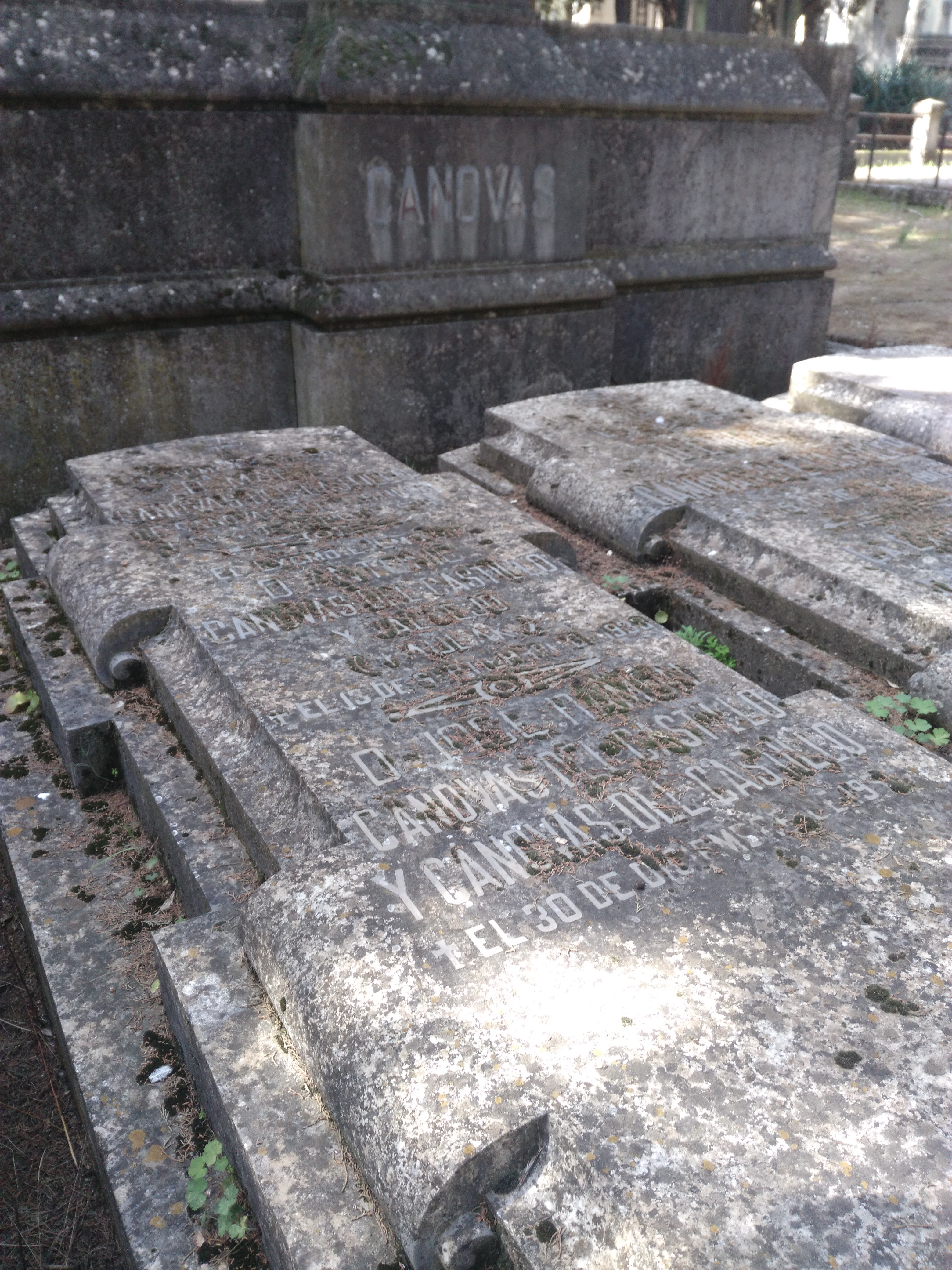
Tumba de Kâulak

Falleció en Madrid el 13 de septiembre de 1933. Fue enterrado en la Sacramental de San Isidro el viernes 15 de septiembre. Su estudio fue regentado por parte de su familia después de la guerra civil española, hasta que cerró definitivamente en 1989. En 2004 parte de sus fondos pasaron al Estado al ejercer este el derecho de tanteo en una subasta, por un valor de 9500 €.

## Kâulak pictorialista. La fotografía como arte
El trabajo creativo de Kâulak se enmarca en la corriente pictorialista, surgida en Europa a finales del siglo XIX y desarrollada entre 1880 y 1920, y que en España continuaría hasta después de la Guerra Civil con una segunda generación de autores que se dieron a conocer a través de las revistas especializadas y las exposiciones internacionales. Su objeto fue la búsqueda de la belleza, en aproximación a la pintura, pero siempre reivindicando los valores de la fotografía. Roland Barthes lo definió como «Una exageración de lo que la foto piensa de sí misma», y Joan Fontcuberta explicó que este movimiento «Culminaba la tradición, especialmente esplendorosa en la Inglaterra victoriana, de la fotografía concebida como un esfuerzo de poetización de la realidad, en sintonía con las corrientes simbolistas y prerrafaelistas».
El referente teórico fue el libro Pictorial Effect in Photography del pintor y fotógrafo inglés Henry Peach Robinson, publicado en 1881. Carl S. King adjudica a George Davison y a su obra El campo de cebollas el comienzo de esta corriente o movimiento, así como a la conferencia Impressionism in Photography, que impartió en la Society of Arts de Londres el 19 de diciembre de 1890. La temática de las obras fue diversa, desde el paisaje a las representaciones a través de la figura humana. En España, como se ha comentado, hubo dos generaciones de pictorialistas con el año 1920 como línea divisoria, y Cánovas fue uno de los máximos representantes de la primera, como indica García Felguera: “En el área de influencia de Madrid la figura principal fue Kâulak”. King compara su estilo con el del citado Robinson y el de los pictorialistas victorianos en cuanto a la narración de sus composiciones, con ejemplo en sus trabajos literarios de finales del siglo XIX y principios del XX que divulgó a través de las tarjetas postales, y Vega pone en valor su «papel relevante en el desarrollo de las propuestas de la fotografía artística de principios de siglo». Por otra parte, Kâulak contribuyó también a la difusión del pictorialismo en su función de editor, seleccionando textos de relevancia para la revista La Fotografía, entre ellos «La fotografía pictórica» de Constant Puyo, quien explicó el surgir del movimiento a finales del siglo XIX y lo vinculó al proceso técnico:

El problema consistía en modificar las distintas operaciones fotográficas, de manera tal que el artista pudiese, en el mayor grado posible, imprimir a la obra su personalidad. Para ello se imponía la sustitución de los procedimientos automáticos por otros en que la inteligencia y la sensibilidad propias del artista pudiesen intervenir en las mayores proporciones
(Puyo, 1912, p. 360)

La obra pictorialista de Cánovas se caracteriza por la elección y preparación de espacios, la selección de modelos, la creación y diseño de decorados, y la composición, cuestiones que recoge Palenque y que considera un pilar fundamental en la reflexión acerca de las posibilidades y límites de la fotografía como arte. Algunas de estas características en su etapa amateur fueron advertidas por sus contemporáneos, como la habilidad para colocar la figura en el paisaje, comparada con: «El papel en cierto modo análogo al que desempeña en los dramas líricos de Wagner la voz humana, no de elemento principal, sino de nota, aunque aislada, perfectamente harmónica, que sirve para dar valor, enlace y espíritu a todas las demás». En sus escritos se encuentran referencias que responden al interés por la reivindicación y difusión de la fotografía, así a propósito de la Exposición Nacional de Bellas Artes celebrada en Madrid en 1901 denuncia la falta de interés por la materia:

¿Por qué se habrá excluido de esta sección a la Fotografía?… Sin duda el autor del reglamento no la consideró tan decorativa como los azulejos de cartón piedra y los armarios de luna. Consolémonos los que tenemos afición a ese arte, infinitamente más arte y más decorativo que muchas de las cosas admitidas, con que nada menos que los expositores de la sección de Pintura han presentado (claro que no todos) hermosas fotografías iluminadas, instantáneas hábilmente obtenidas y otra porción de recursos que proporciona en abundancia el único arte excluido de la Exposición
(Cánovas, 1901, p. 4)

Relacionó pintura y fotografía, situando a esta en un plano inferior, como arte menor o decorativa. Sobre ello publicó varios artículos sin cambiar de idea, tal vez por su vocación frustrada de pintor. Se confesó un apasionado de la foto como arte antes que como documento, por la característica de crear contenidos o asuntos que despertaran la sensibilidad: «Desde que contraje amistad con la Fotografía, vi que no tenía vocación sino para arrancarla su más sabroso fruto: el arte que puede producir». En 1903, en el artículo «La fotografía ¿puede o no puede ser arte?», manifestó que la clave se encontraba en el sentimiento y no en la herramienta, planteando que la valoración debía hacerse tras contemplar y analizar las obras de autores pictorialistas como Constant Puyo y Robert Demachy: «Toda fotografía es arte al ser susceptible de producir obras artísticas». Aun así no desdeñó su valor documental al captar la realidad antes de interpretarla: «La fotografía no es sino la estampación matemática del natural, un espejo que refleja el natural y lo hace perfectamente, con sus crudezas y aberraciones; pero que es, al fin y al cabo, el natural». También explicó su complementariedad al matizar que aunque algunos artistas vieron un enemigo en la cámara, otros la emplearon como instrumento de trabajo. En la conferencia «La transformación de la fotografía» que pronunció en el Ateneo de Madrid en enero de 1906, y que había publicado en La Fotografía seis meses antes con el mismo título en cuatro entregas (mayo-agosto de 1905), expuso la evolución de la foto desde su invención en 1839 hasta finales del siglo XX, considerando que el cambio radical se produjo con el pictorialismo:

La fotografía ha vivido relegada al rango humilde de medio; el gusto, la imaginación y el arte la han convertido en fin. La última consideración de relevancia en cuanto al cambio se refiere al concepto, a la idea, antes incluso que a la expresión de la misma. Si en principio la fotografía fue experimental en el laboratorio, para pasar después a masificarse en las manos de los aficionados, fue precisamente un grupo de amateurs el que se apartó de la muchedumbre para elevar y dignificar la finalidad de sus trabajos con intención y aspectos artísticos.
(Cánovas, 1905, p. 323)

En un artículo sin firma publicado en la revista Hojas Selectas en 1907 se reconoce a Kâulak como iniciador del movimiento artístico en España a propósito de una exposición de Pedro Casas Abarca: «Siguiendo el camino que, con lisonjeras esperanzas para el arte, inició Cánovas Vallejo, ha logrado Casas Abarca elevar la fotografía a gran altura como obra de arte». En «La fotografía artística», que se publicó también sin firma en Gran Vida en noviembre de 1908, se comenta la evolución desde las tomas relamidas de finales de siglo a la experimentación, eliminando los decorados recargados para buscar el arte en la naturalidad. Se indica que por encima de las reglas, como en el resto de las artes, está el sentimiento, y uno de los ejemplos vuelve a ser Cánovas: «Nosotros conocemos algunos señores que teóricamente nos han dejado asombrados, pero que en sus obras nunca han conseguido remedar la más mala de Kâulak cuando era aficionado».
En 1911, tras regresar de un viaje por Europa, manifestó su preferencia por las composiciones inglesas frente a las francesas: «En cuanto al arte fotográfico, es decir, a la delicadeza y belleza de las fotografías, es muy superior el de los ingleses que el de Francia, en la gran república la fotografía es más industria que arte, y en Inglaterra ocurre todo lo contrario». Estas reflexiones las resumiría después en el libro La fotografía moderna (1912), en el que indicó que los fotógrafos debían beber en las fuentes del dibujo o la pintura, o al menos conocer sus reglas para entender lo que estaban haciendo.
Estableció una línea divisoria entre las bellas artes y las artes plásticas, encuadrando en estas últimas a la fotografía, calificándola como «estimable, de aprecio, pero nunca un arte suprema y pura», lo que no significaba que no pudiera ser artística y considerar artista a su autor. En 1912 rebatió las tesis del crítico de arte Dionisio Pérez, quien había publicado en Mundo Gráfico un texto laudatorio sobre el fotoperiodista Campúa (José Demaría López), refiriéndose a su obra informativa como artística. Entonces afirmó que la fotografía jamás estaría a la altura de las cinco grandes artes: música, pintura, escultura, poesía y arquitectura.

## Los retratos de Kâulak. Visualidad y repentismo

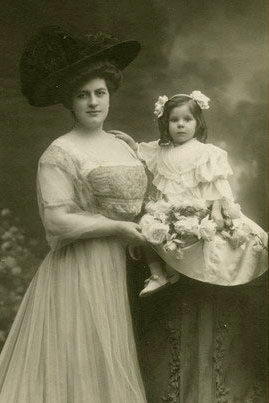
Dalton Kâulak, Retrato de Julia Schmidtlein y García-Teruel con su hija Carolina de Bermejillo, Madrid, 1908.

El retrato fue el género por excelencia en la obra de Kâulak, y sobre ello se pronunció en numerosos textos, especialmente en los artículos de La Fotografía. Su experiencia comenzó en la etapa amateur, con imágenes que luego editaría en tarjetas postales entre 1901 y 1905, siempre bebiendo en las fuentes de la pintura como manifestó en 1923 a propósito de la celebración en Madrid del III Salón Internacional de Fotografía: «No sé si retrato bien o mal; pero de lo que estoy seguro es de que cuanto sé, todo se lo debo al estudio constante del Museo del Prado». Isidoro Coloma se aproxima a la obra de Kâulak desde los retratos, comparándolos con los de los grandes fotógrafos europeos como Nadar, Carjat y Adam-Salomon: «Sienta las bases de un tipo de imagen que ya será permanente en los profesionales españoles». Para Coloma los personajes retratados llegan a «Trascender el aura de prestigio, dignidad, fama y popularidad que les rodea, para ofrecer una visión introspectiva y personal». Esta visión podría aplicarse a cualquiera de los fotógrafos de estudio de la época en cuanto a la pretensión, pero no así en cuanto al resultado, como puede observarse en los retratos de Kâulak. Dos de sus mejores obras en la etapa pictorialista, por originalidad, composición y fuerza expresiva, fueron Un plagio de Velázquez, que representa el retrato al óleo de la infanta Margarita de Austria pintado por Velázquez, con Piedad Iturbe como modelo, hija de la esposa del embajador de México Trinidad Iturbe, y Meditación, inspirada en un cuadro de Lawrence Alma-Tadema, artista del que tomó como referencia muchos de los lienzos que reinterpretaban temas clásicos romanos y griegos. Con estos trabajos Kâulak evidencia su «poetización de la realidad», y en esa imitación exagerada de la pintura muestra su afección al pictorialismo.

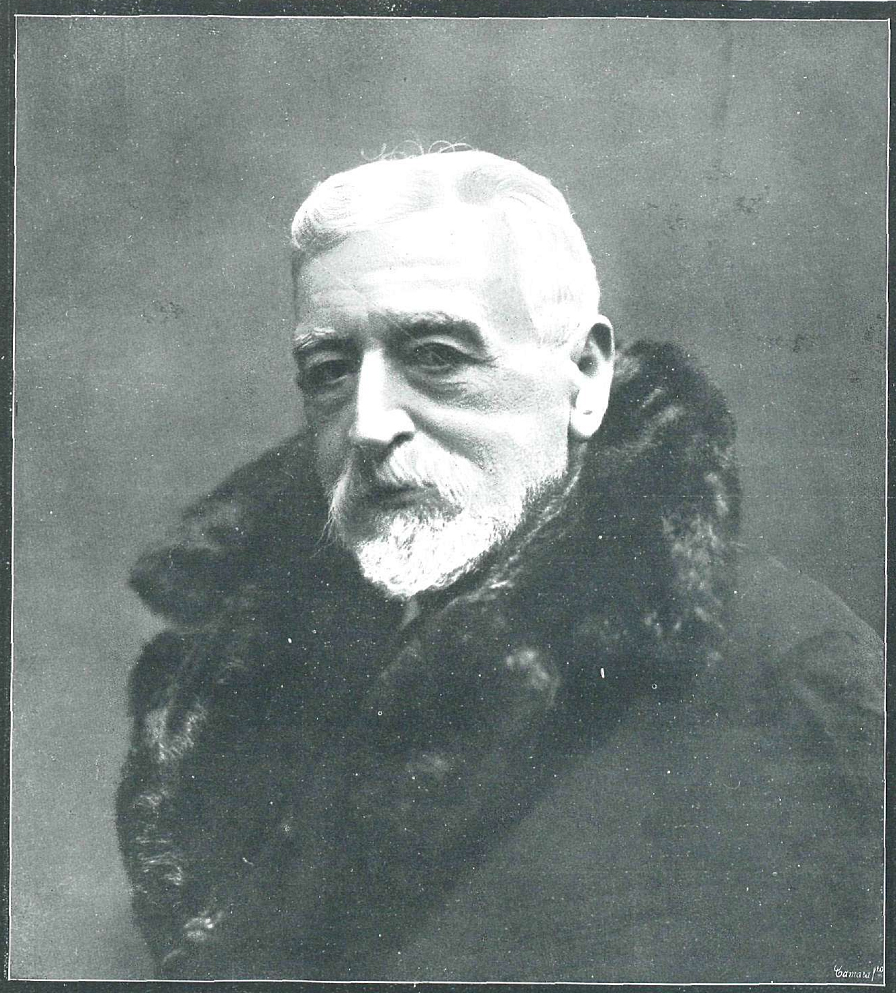
El político Eugenio Montero Ríos fotografiado por Kâulak.

Otra de sus mayores aportaciones, donde se recreó con los retratos de los protagonistas, fue la mencionada serie ¡Quién supiera escribir!, basada en la dolora de Campoamor y presentada al concurso fotográfico de la revista Blanco y Negro en 1900, en el que obtuvo los cinco premios convocados. Con estas imágenes realizaría dos series de tarjetas postales sobre las que Palenque ha escrito que la selección de versos impresos en cada una de ellas, considerada en su conjunto, conforma un nuevo poema. Kâulak explicó las dificultades para realizar este tipo de trabajos en los que había que contar con escenarios y actores en el artículo «La ilustración de obras literarias por medio de la fotografía».
Del período pictorialista se conserva en la Biblioteca Nacional de España un conjunto de composiciones del natural (negativos en soporte vidrio) realizadas en Álora (Málaga), Beniaján (Murcia), Elche (Alicante) y Valdemoro (Madrid) entre otras localidades. En todas ellas incorpora tipos, solos o en grupo, imbricados perfectamente en el paisaje o escenario, conformando asuntos teatralizados que imitan a la pintura. Tomamos como ejemplo la fotografía titulada La lección, donde dirige a nueve personajes (ocho de ellos niños), que distribuye metódicamente de forma que el centro de la composición recae sobre la cabeza de una niña arrodillada. En otra fotografía, tomada en Valdemoro, se hacen insignificantes los personajes frente a la naturaleza, sin perder por ello protagonismo. Desde el punto de vista técnico la mayoría de las tomas son impecables tanto en el encuadre como en la iluminación. En cuanto al retrato en el estudio, se vio claramente reflejada su experiencia como amateur, concibiendo las series como reportajes o conjuntos de composiciones en las que el fotógrafo es el director de la escena. El acto de retratarse en una galería fotográfica respondía o estaba vinculado generalmente a un momento trascendente de la vida, como la conmemoración de un hecho significativo, la pretensión de dejar constancia de la existencia o bien de construir la memoria.

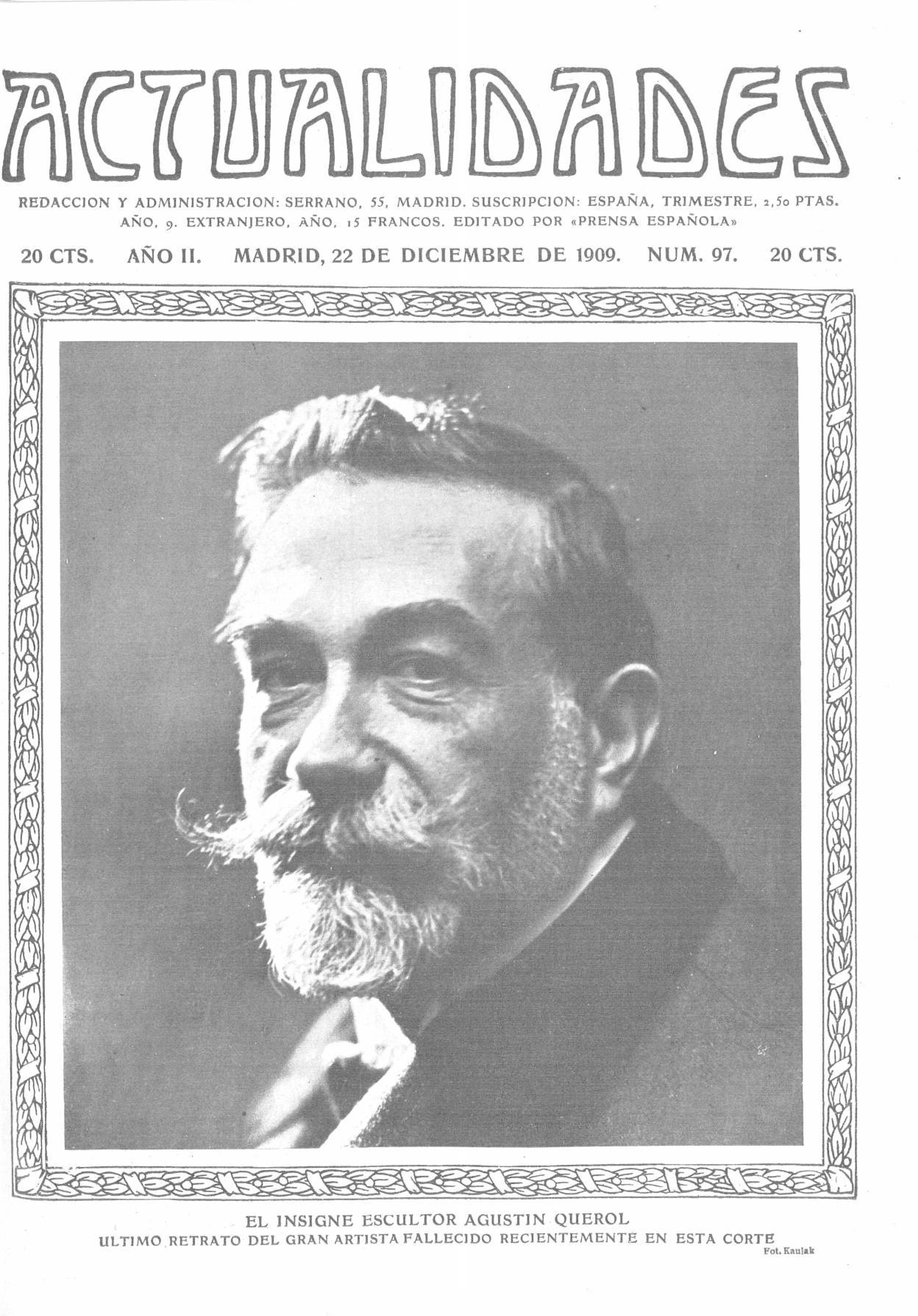
Retrato del escultor Agustín Querol en la portada de Actualidades (1909). Fotografía de Kâulak.

Para el autor, la dificultad consistía en captarlo o representarlo fielmente, en el sentido de obtener una imagen que fuera aceptada por el/la modelo, y que al mismo tiempo respondiera a su personalidad. En ese sentido Kâulak fue un psicólogo que analizó los comportamientos y la fisonomía del modelo con objeto de conseguir la mejor imagen, teniendo en cuenta los rasgos, gestos, poses, y otros detalles puntuales como el vestido o los accesorios elegidos como atrezo. Para la realización del retrato estableció tres criterios generales: la colocación, la iluminación y la expresión, en un equilibrio con el mismo peso específico, es decir considerados a partes iguales, y ello partiendo de las herramientas y materiales adecuados: objetivo de calidad, placas bien sensibilizadas, tiempo de exposición correcto, y clichés suaves y transparentes. Utilizó la colocación como sinónimo de la composición, teniendo en cuenta la postura (frontal, de perfil, situación de la cabeza, manos y pies, según los planos), y la mirada (directa a cámara, indirecta, sesgada, etc.). El segundo criterio, la iluminación, tenía como función conseguir efectos mediante el manejo de la luz, natural o artificial, para con ello obtener relieves, profundidad, sombras, o cualquier otro resultado impactante. En cuanto a la expresión, al gesto, las reglas eran abiertas porque cada sujeto, cada tipo, cada fisonomía, requerían de un tratamiento diferente. Además consideró otros dos aspectos de carácter técnico: la obtención del negativo y el positivado, es decir, la toma de la imagen y las operaciones de laboratorio para la consecución de las copias en papel, en las que valoró los procedimientos pigmentarios a la goma bicromatada, las tintas grasas o la colografía, empleada en la imprenta industrial.

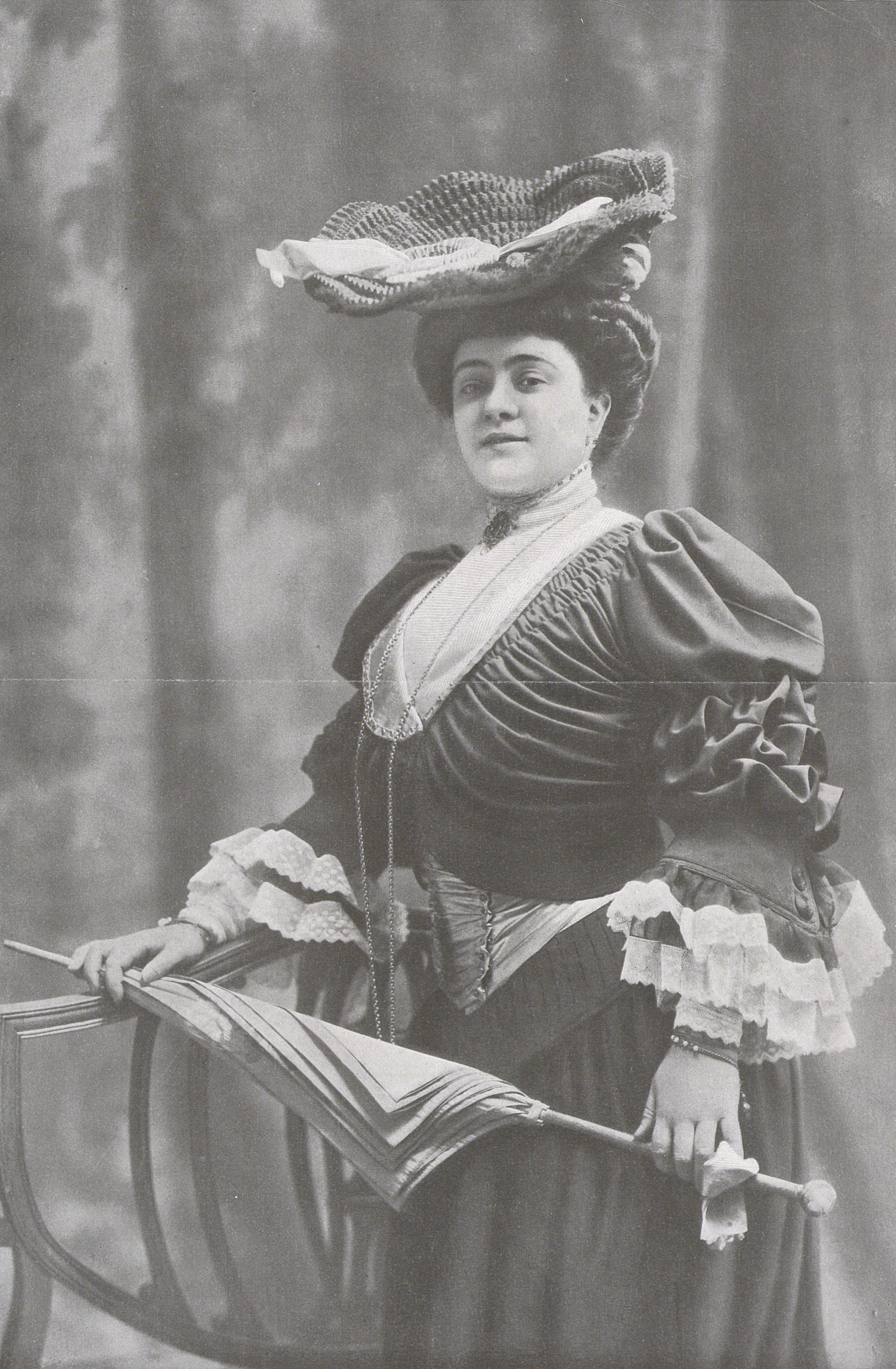
Retrato de Isabel Brú (El Teatro, 1905)

En 1912 presentó su idea del retrato en un capítulo específico del libro La fotografía moderna, considerándolo la más bella y artística de las aplicaciones, seguida del paisaje. Para explicar tal relación recurrió a la literatura, comparándolo con el soneto en la poesía: «Si el soneto es lo más supremo y arduo en la poesía, puede decirse que el soneto de la fotografía es el retrato». Para Kâulak el modelo cobra todo el protagonismo, y en este sentido, sobre todo cuando se trata de artistas presentados en sus álbumes, los retratos constituyen el antecedente de los books o dossieres modernos, en muchos casos empleados como publicidad o carta de presentación. El periodista Alfredo Escobar Ramírez, apodado «Mascarilla», escribió sobre su metodología en 1913: «Prepara y compone a la manera de un Reynolds o un Gainsborough, quitando rigidez a las figuras, prestándolas vida».
En julio de 1915, con motivo de la celebración en Madrid de la Exposición Nacional de Fotografía Artística organizada por el Círculo de Bellas Artes, Ricardo Rivero Iglesias le destacó en Gran Vida por sus retratos, presentándole como el adalid del certamen. A esa muestra concurrieron numerosos autores, entre ellos el polifacético José Ortiz Echagüe y varios de los jóvenes que formarían parte de la segunda generación pictorialista: José Tinoco y Francisco Andrada (Madrid), José María Armengol (Barcelona), Vicente Martínez Sanz (Valencia), Enrique Guinea (Vitoria), Julio Peinado (Gijón) o Francisco Garay (Valladolid).

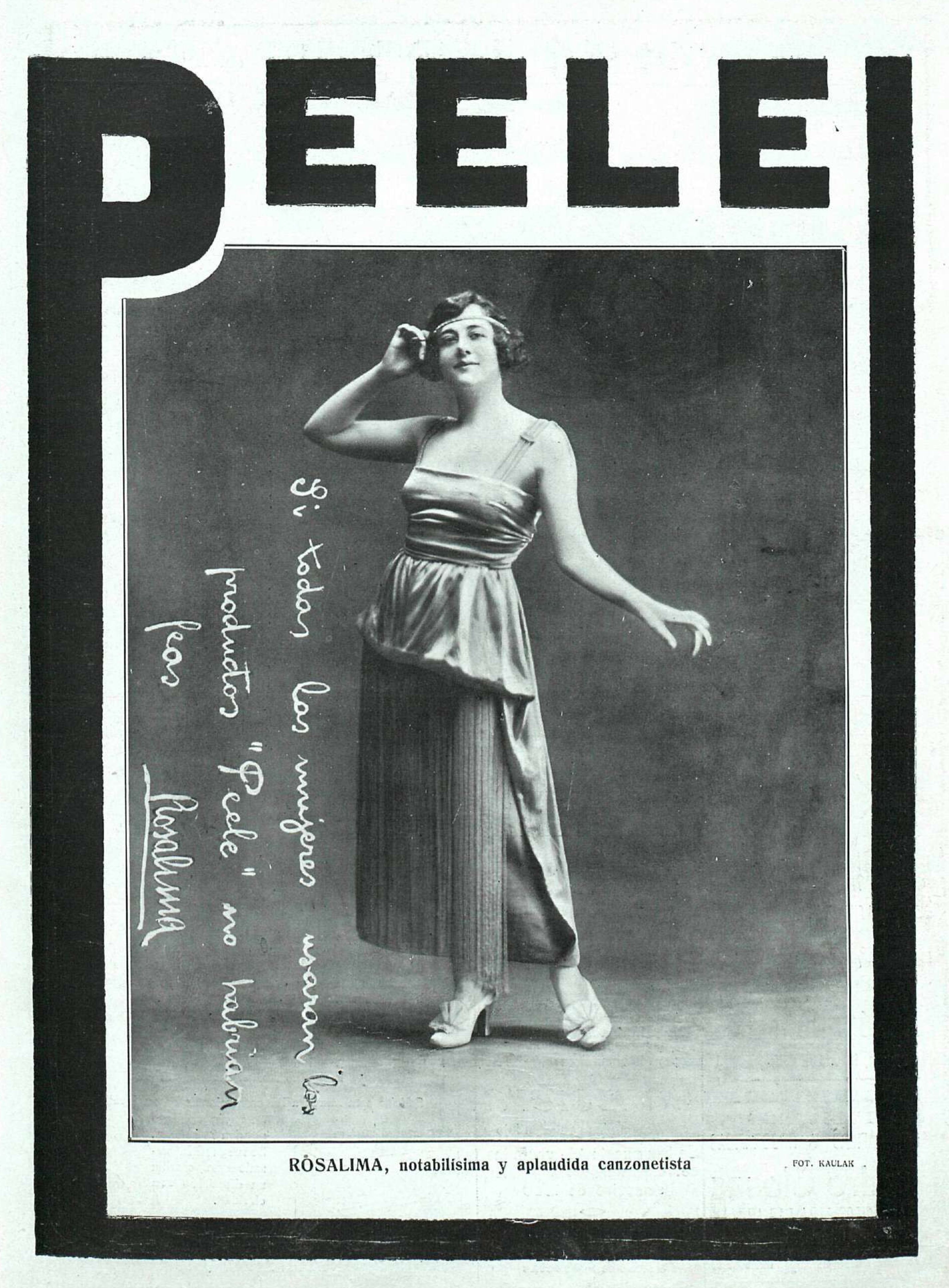
«Rosalima, notabilísima y aplaudida canzonetista». Fotografía de Kâulak para un anuncio de la marca Peele (La Esfera, 1920).

Es importante señalar que la clientela de su estudio fue mayoritariamente femenina, por lo que el retrato de mujeres fue su prototipo. Mónica Carabias en el estudio sobre el retrato femenino de Kâulak indica que «sirvió en parte para reducir a las mujeres al más bello objeto a retratar». El mencionado Mascarilla le calificó como el «retratista de las bellas», sin embargo, la cantidad y calidad de estos retratos no desmerecieron a los masculinos como puede observarse en los numerosos originales conservados en la Biblioteca Nacional. El método para descubrir o aproximarse a la personalidad de la mujer lo explicó así: «La que aspire a retratarse bien debe entregarse incondicional y totalmente al fotógrafo, sin otras limitaciones que las que no son menester enumerar y que imponen el decoro y la buena educación». Esta visión personal debe ser leída en el contexto social de comienzos del siglo XX, porque al contrario de lo que pueda entenderse se pronunció en favor de la igualdad de derechos, poniendo como ejemplo el estatus de las mujeres en Estados Unidos, Alemania o Inglaterra. El 15 de agosto de 1919 escribió en la revista Unión Fotográfica: «En Londres, en la casa de Miss Alice Hugues, la exquisita artista, no trabaja un solo hombre, y aquí, en Madrid, en plena Puerta del Sol, tenemos a la casa Kodak en la que, muchísimas muchachas, revelan, fijan, lavan, amplían, tiran y hacen cuanto hay que hacer en las fotografías».
El resultado de los retratos femeninos es sublime, como avalan las series de las actrices Carmen Viance, María Guerrero o Catalina Bárcena. También en el caso de los masculinos como uno excelente de Benito Pérez Galdós. De Carmen Viance obtuvo más de doscientos, de los que 144 se encuentran en un precioso álbum con diversos formatos y presentaciones (óvalos, círculos y rectángulos), caracterizado por la diversidad de planos, algunos muy vanguardistas por su concepción y por los efectos de luz. El conjunto compone un excepcional catálogo donde se muestra su dominio de la luz y del encuadre, y su capacidad para captar los gestos. De Catalina Bárcena se conservan los retratos reproducidos en 1925 en el libro Un Teatro de arte en España de Gregorio Martínez Sierra, galardonado con el Gran Premio de la Exposición Internacional de Artes Decorativas de París ese mismo año.

Otro ejemplo se encuentra en María Guerrero, de la que se conservan una treintena de retratos magistrales en los que presenta todo el repertorio de posibilidades técnicas y creativas: encuadres, foco e iluminación impecables; primeros planos, generales, americanos y medios; tomas frontales, perfiles, semiperfiles y de espaldas; picados y contrapicados, además de los recursos del gesto (miradas, rostro, torso, manos, etc.), y de los elementos complementarios (mobiliario, vestuario y fondos o forillos de la galería).

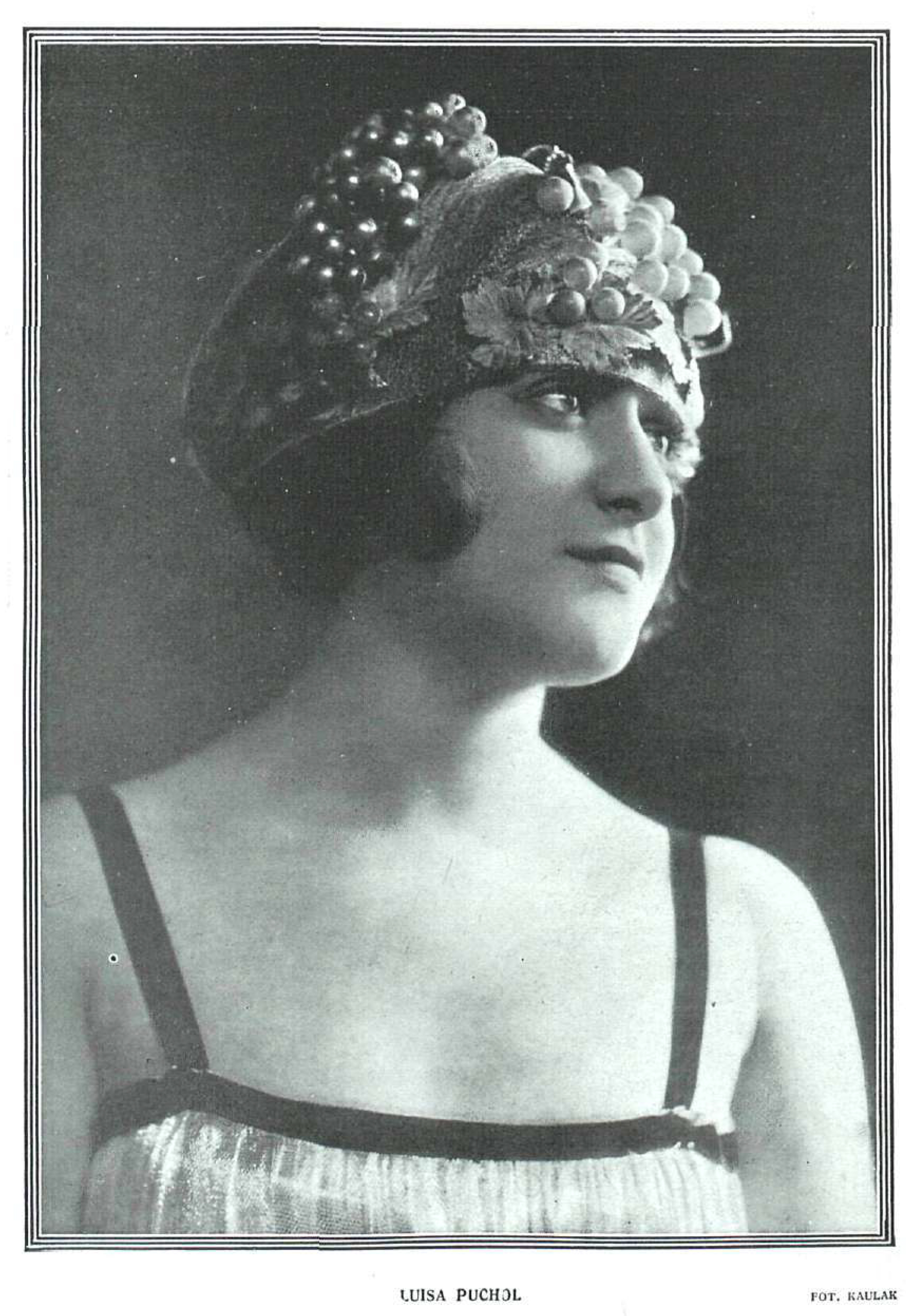
La actriz Luisa Puchol fotografiada por Kâulak (La Esfera, 1920)

Kâulak acuñó dos términos sobre el retrato a finales de la primera década del siglo XX, cinco años después de abrir el estudio: visualidad y repentismo. En marzo de 1909 se refirió a la visualidad en el artículo «Retratos fotográficos» con el que inauguró la sección «La Fotografía» de El Heraldo de Madrid. La visualidad o visualitas es definida por la Real Academia como el «efecto agradable que produce el conjunto de objetos vistosos», por lo que aplicada al retrato sería el efecto agradable transmitido por la persona fotografiada. La hipótesis, confirmada en la práctica, era que el resultado de una buena imagen radicaba en la actitud del retratado antes que en el retratista: «Lo que se pone ante el objetivo, si es vistoso, agradable y pintoresco, saldrá amable y con visualidad; si es antipático y grosero, resultara desagradable».

En cuanto al repentismo, el término no lo recoge el Diccionario de la Real Academia, pero si repentizar y repente, definidos como «improvisar con rapidez» y «movimiento súbito o no previsto». Kâulak lo utilizó para definir la capacidad de respuesta ante el comportamiento del modelo, con el fin de obtener y/o captar la mejor imagen. Se refería al profesional capaz de improvisar en una situación específica, factor clave en el retrato. En el análisis de sus trabajos encontramos dos ejemplos que explican estas consideraciones: los reportajes de Mata Hari y los de Alfonso XIII y la reina Victoria Eugenia, realizados con dos años de diferencia en 1908 y 1910.

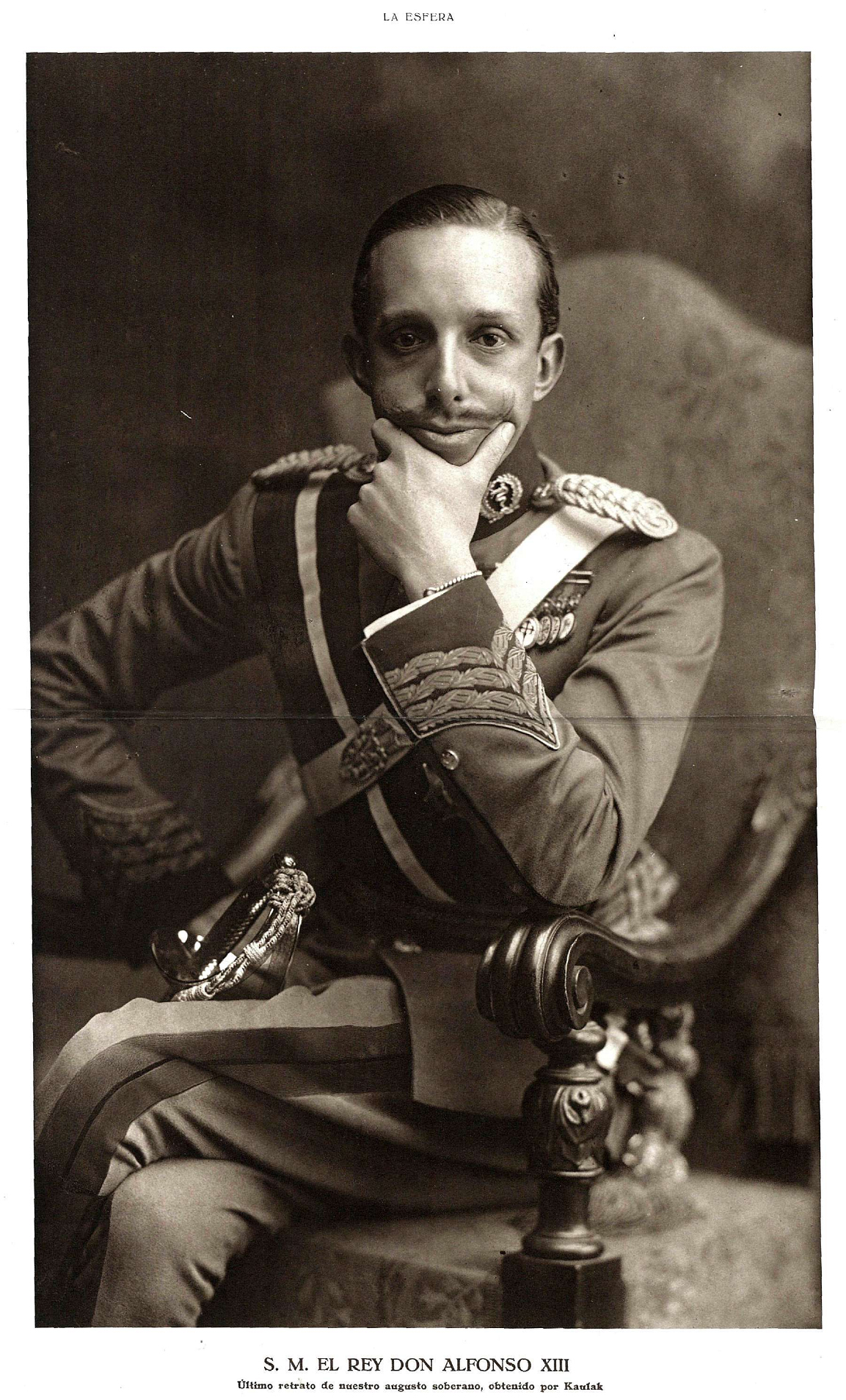
Alfonso XIII retratado por Kâulak (La Esfera, 1915)

En marzo de 1908 la célebre artista y bailarina Mata Hari visitó el estudio, probablemente invitada con la pretensión de retratarla y mostrar así las fotografías en el portal de la galería como atracción para la clientela. En el número de abril de La Fotografía se reprodujeron tres retratos vestida de negro y en distintas poses, de los que dos ilustran los artículos «En la galería Kâulak» y «El repentismo en la fotografía», dedicados como se ha señalado a la improvisación del fotógrafo, a su capacidad para interpretar la escena e inventar; es decir, de repentizar. Cánovas lo consideró condición esencial, intrínseca en la actividad del autor. La referencia a Mata Hari no es explícita sino indirecta y ciertamente misteriosa, y la realiza en el primer texto para indicar la importancia de las actitudes de las personas al retratarse y la ventaja de contar con modelos capaces de posar con la mínima intervención del autor. En cuanto a los retratos de Alfonso XIII y Victoria Eugenia, son un claro ejemplo de la capacidad del fotógrafo para improvisar, puesto que los monarcas contaban con poco tiempo cada vez que visitaban el estudio, por lo que sus actitudes o gestos dependían de un instante, sin posibilidad de repetir las tomas en otras sesiones. Kâulak realizó la más completa colección de retratos de los reyes, captando siempre su personalidad. Durante la Navidad de 1909 y en los primeros días de enero de 1910 se expusieron en las vitrinas del portal de la galería veinticinco retratos, montados en un panel que constituyó un espectáculo en el centro de Madrid y que fue muy alabado por la prensa. El pintor Apeles Gómez puso en valor la muestra destacando la agilidad del fotógrafo para afrontar y responder al compromiso:

Esos veinticinco retratos conseguidos, representan un esfuerzo considerable realizado en brevísimo tiempo, significan un mérito, no digamos del fotógrafo, sino de la fotografía y de los que la practican a diario. Cualquier pintor de los que alardean de fáciles e improvisadores, se vería y se desearía para poner en un día entero las 25 posiciones en que aparecen retratados… Claro está, que no todos son buenos (alguno hay que no me gusta nada), pero, en su mayoría, son verdaderos aciertos, y, según se dice, S. M. el Rey no estuvo en la galería de marras sino media hora. Pues bien, yo que soy pintor y que he tenido el honor de hacer un retrato de un miembro de la familia Real (alcanzando la fortuna de que viniese a mi estudio concediéndome cinco sesiones), debo declarar y declaro que, sólo en colocar a mi augusto modelo, invertí dos mañanas dudando y vacilando mucho antes de determinar la postura, el ademán, la iluminación, la colocación de manos y de pies.
(Gómez, 1910, pp. 126-127)

## Legado

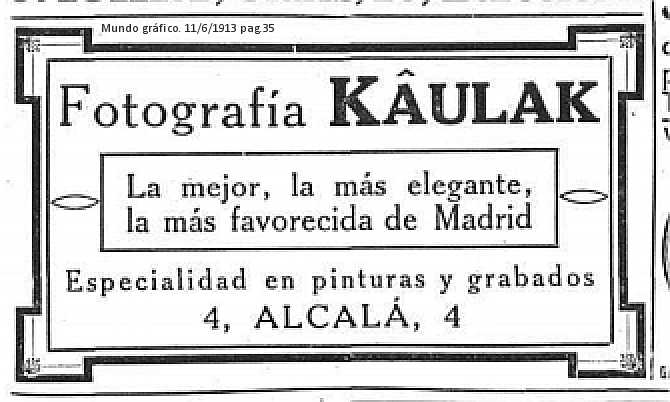
Anuncio del estudio fotográfico de Kâulak

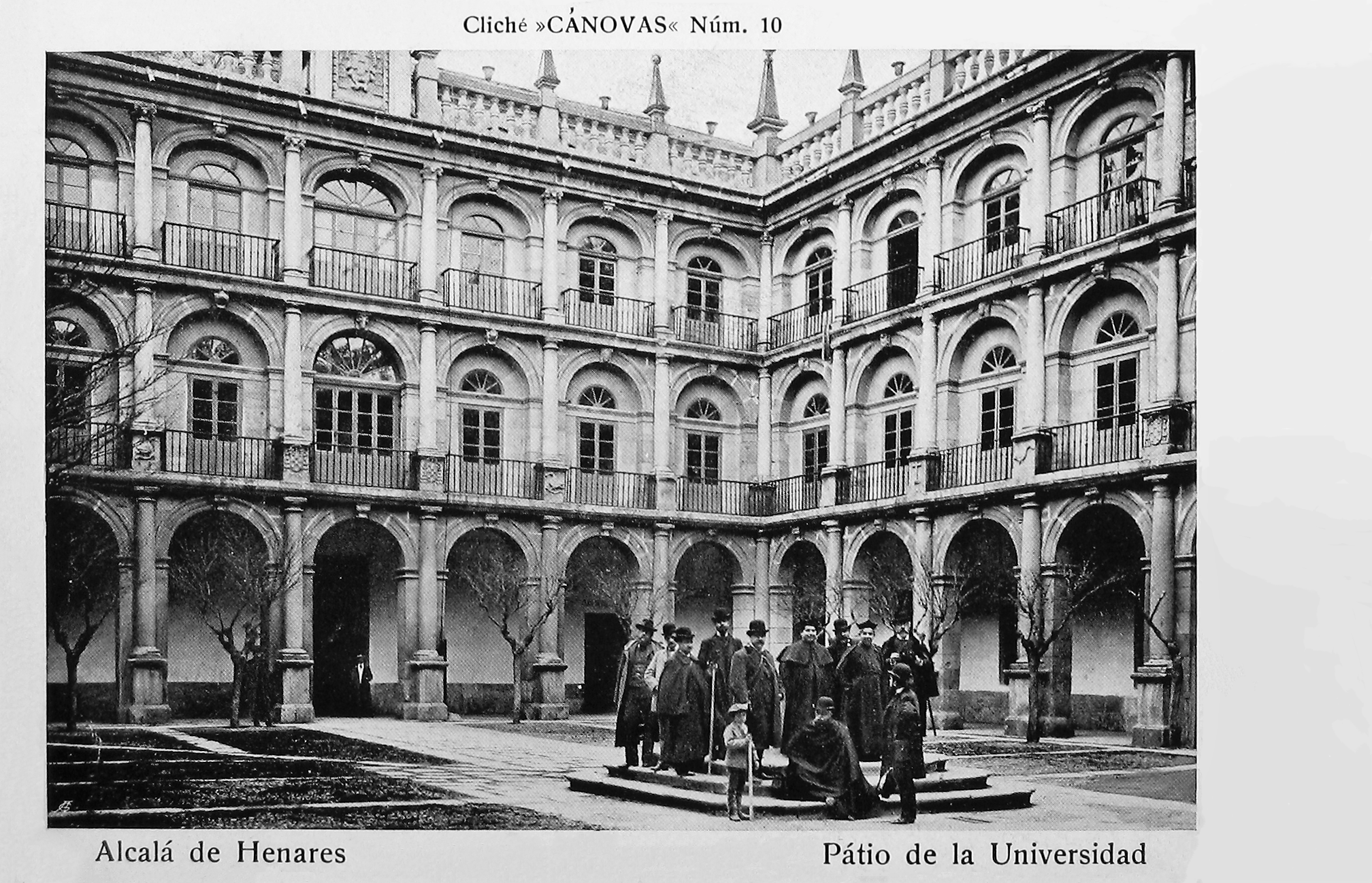
Patio de Santo Tomás de Villanueva de la Universidad de Alcalá.

Kâulak fue considerado por sus contemporáneos, y posteriormente por los historiadores, estudiosos e investigadores, uno de los grandes autores españoles del primer tercio del siglo XX, y uno de los clásicos de la primera generación de pictorialistas. Llevó a cabo una extensa obra caracterizada por el retrato, tanto en su etapa amateur (1895-1904) como profesional en la galería (1905-1933): Sus composiciones pictorialistas reflejan la corriente artística del momento, si bien fue con el retrato donde desarrolló en mayor medida su creatividad, especialidad que practicó habitualmente y que estudió con interés. Desde la revista La Fotografía, entre 1901 y 1913, dinamizó la cultura fotográfica, y para esa publicación escribió numerosos artículos sobre el arte fotográfico y específicamente sobre el retrato, explicando su valor frente al dibujo y la pintura, así como la importancia del mismo como género. Teorizó sobre la forma de realizar los retratos, estableciendo como criterios esenciales la composición, la iluminación y la expresión.
La visión de Kâulak sobre el arte fotográfico en general viene a aportar a la historia de la fotografía, y por extensión a la historia del arte, nuevos datos sobre la percepción de los propios autores, en ocasiones ambiguas o contradictorias. Dividió el arte en dos niveles, bellas artes y artes plásticas, situando a la fotografía en el segundo por considerarla inferior a la arquitectura, la pintura o la escultura, consideraciones que resultan ciertamente controvertidas, debido probablemente a su formación pictórica y en consecuencia a la influencia que tuvo la pintura en su obra.
En lo que se refiere al retrato, además de considerarlo el género por excelencia, acuñó dos términos originales: visualidad o fotogenia y repentismo o capacidad de respuesta del autor ante el comportamiento del o la modelo. Ambos términos nos permiten entender su metodología de trabajo y por extensión la de los retratistas del primer tercio del siglo XX, basada en la composición y en el gesto. Por último, y como complemento a la aportación de Kâulak a la cultura de la imagen, hemos de indicar que durante su larga trayectoria como amateur y profesional conformó un extraordinario archivo de retratos, en gran parte conservados en la Biblioteca Nacional de España (negativos y positivos), que trascienden el tema aquí tratado y que permiten trabajar en nuevas vías de investigación relacionadas con la sociedad, la antropología, la moda o la psicología, entre otras materias.